# Melrose Place : Nouvelle Génération
Pour les articles homonymes, voir MP et Melrose Place.
Melrose Place : Nouvelle Génération en Europe, Place Melrose au Québec – est une série télévisée américaine en 18 épisodes de 42 minutes diffusée du 8 septembre 2009 au 13 avril 2010 sur le réseau The CW et au Canada sur le réseau Global. Faisant suite à Melrose Place diffusée dans les années 1990, c'est la 5e série télévisée de la franchise Beverly Hills 90210.
En Belgique, la série est diffusée depuis le 11 septembre 2010 sur Club RTL, en France, depuis le 16 mars 2011 sur M6 puis rediffusée à partir du 20 mars 2013 sur 6ter, dès le 15 juin 2015 sur Téva, et à partir du 15 septembre 2016 sur ELLE Girl. Au Québec, depuis le 26 avril 2011 sur V.

## Synopsis
La résidence Melrose Place située à Los Angeles est le théâtre des amitiés et histoires de cœur de jeunes gens qui y ont reformé une véritable famille.
Sydney Andrews, l’actuelle propriétaire des lieux, est la figure centrale de la vie des différents locataires et plus particulièrement du séduisant David Breck, en dépit de la relation intime qu’elle a eue quelques années auparavant avec son père le docteur Michaël Mancini.
Mais lorsque le corps ensanglanté de Sydney est retrouvé flottant dans la piscine, la police découvre que chaque habitant de la résidence avait une bonne raison d’en vouloir à la victime

## Distribution

### Acteurs principaux
- Katie Cassidy (VF : Sylvie Jacob) : Ella Simms
- Stephanie Jacobsen (VF : Véronique Desmadryl) : Lauren Yung
- Jessica Lucas (VF : Marie-Eugénie Maréchal) : Riley Ann Richmond
- Michael Rady (VF : Didier Cherbuy) : Jonah Adam Miller
- Shaun Sipos (VF : Hervé Grull) : David Breck
- Ashlee Simpson-Wentz (VF : Magali Rosenzweig) : Violet Foster (13 épisodes)
- Colin Egglesfield (VF : Stéphane Ronchewski) : August « Auggie » Kirkpatrick (10 épisodes)

### Acteurs secondaires
Légende : Les personnages présents dans la 1re série, Melrose Place, sont indiqués sur fond bleu.

| Acteur            | Personnage                | Épisodes   | Doublage VF        |
| ----------------- | ------------------------- | ---------- | ------------------ |
| Josie Bissett     | Jane Andrews              | 2 épisodes | Isabelle Maudet    |
| Thomas Calabro    | Dr Michael Mancini        | 9 épisodes | Vincent Violette   |
| Laura Leighton    | Sydney Andrews            | 7 épisodes | Joëlle Guigui      |
| Heather Locklear  | Amanda Woodward           | 8 épisodes | Dominique Dumont   |
| Daphne Zuniga     | Jo Reynolds               | 2 épisodes | Déborah Perret     |
| Brooke Burns      | Vanessa Mancini           | 8 épisodes | Dominique Westberg |
| Nicholas Gonzalez | Détective James Rodriguez | 8 épisodes | Yann Peira         |
| Victor Webster    | Caleb Brewer              | 8 épisodes | Anatole de Bodinat |
| Nick Zano         | Dr Drew Pragin            | 5 épisodes | Yoann Sover        |
| Kelly Carlson     | Wendi Mattison            | 4 épisodes | Murielle Naigeon   |
| Ethan Erickson    | Chef Marcello             | 4 épisodes | Christophe Canel   |
| Jason Olive       | Détective Drake           | 4 épisodes | François Delaive   |
| Cameron Castaneda | Noah Mancini              | 4 épisodes | Gwënaelle Jegou    |
| Billy Campbell    | Ben Brinkley              | 3 épisodes | Emmanuel Jacomy    |
| Brayden Pierce    | Amir                      | 3 épisodes | Laurent Morteau    |
| Niall Matter      | Rick Paxton               | 3 épisodes | Vincent Ropion     |
| Annie Ilonzeh     | Natasha                   | 3 épisodes | Sophie Riffont     |

## Invités
- Adam Kaufman : Toby (épisodes 1 et 2)
- Rosa Blasi : Nicolette Sarling (épisode 1)
- Taylor Cole : Trudy Chandler (épisode 2)
- Taryn Manning : Elle-même (épisode 3)
- Samuel Page : Victor (épisode 4)
- Elena Satine : Abby Douglas (épisode 4)
- Max Greenfield : Mickey Richards (épisode 5)
- Jenna Dewan : Kendra Wilson (épisodes 7 et 8)
- Rick Fox : Mason Davis (épisodes 8 et 15)
- Colton Haynes : Jessie Roberts (épisode 8)
- Wendy Glenn : Melissa Saks (épisode 10)
- Vincent Martella (VF : Florent Dorin) : Ryan Paulson (épisodes 10)
- Nolan North : Curtis Heller (épisodes 11 et 17)
- Joe Lando : Mr. McKellan (épisodes 16 et 18)
- Betty Buckley : Bernadette Reese (épisode 17)

Source : DSD Doublage

## Production
En février 2009, Davis Guggenheim a été engagé pour réaliser le pilote. Le casting principal a débuté le lendemain, dans cet ordre : Michael Rady, Katie Cassidy, Ashlee Simpson-Wentz, Jessica Lucas, Colin Egglesfield et Stephanie Jacobsen, Shaun Sipos, Laura Leighton et Thomas Calabro.

## Épisodes
1. Tous suspects, Tous coupables ? (Pilot)
2. Les Oiseaux de nuit (Nightingale)
3. Entre père et fils (Grand)
4. Tel est pris… qui croyait prendre (Vine)
5. Menteur menteuse (Canon)
6. Propositions indécentes (Shoreline)
7. Les Feux de la rampe (Windsor)
8. Question d'honneur (Gower)
9. À découvert (Ocean)
10. La Dame de fer (Cahuenga)
11. Petits complots en famille (June)
12. Sur un coup de tête (San Vicente)
13. Le Temps de la réflexion (Oriole)
14. Vivre à l'envers (Stoner Canyon)
15. Incomptabilités d'amours (Mulholland)
16. Histoires d'un soir (Sante Fe)
17. Vivre à l'endroit / La valse-hésitation (Sepulveda)
18. Retour de flamme / La dernière vengeance d'une blonde (Wilshire)

Note : Les seconds titres sont ceux donnés par M6 pour la diffusion de la série sur la chaîne.

## Commentaires
- La série est tournée sur le district de Melrose à Los Angeles contrairement à la série originale[17].

- La série a débuté devant seulement 2.31 millions de téléspectateurs sur la The CW le 8 septembre 2009 (contre 4.65 millions pour le pilote de 90210 un an plus tôt), pour terminer devant 1.09 million de téléspectateurs le 13 avril 2010. Elle passera deux fois sous la barre du million de téléspectateurs. 1.37 million de téléspectateurs auront suivis la saison 1.

- La série, faute d'audiences[18], a été annulée le 18 mai 2010 par la chaîne[19].